# Nacif Elias
Nacif Sathler Elias Junior (* 29. září 1988 Vitória, Brazílie) je brazilský zápasník–judista, který od srpna 2013 reprezentuje Libanon.

## Sportovní kariéra
Bojovým sportům se věnuje od svých 5 let. V brazilské judistické reprezentaci se pohyboval od roku 2009 v polostřední váze, ale proti Leandro Guilheirovi a Fláviu Cantovi se neprosazoval. Potom co s ním v roce 2012 neprodloužili smlouvu v Minas Tênis Clube se v roce 2013 dohodl s Libanonským judistickým svazem na start za tuto Středomořskou zemi, odkud pochází jeho dědeček. Libanonský judistický svaz mu financuje přípravu v Brazílii, kde má trvalé bydliště. Jeho osobním trenérem je Gabriel Vicentini.
V roce 2016 se kvalifikoval na olympijské hry v Riu. Na zahajovacím ceremoniálu olympijských her v Riu nesl libanonskou vlajku. V úvodním kole nastoupil proti Argentinci Emmanuelu Lucentimu a za svůj nestandardní jednostranný levý úchop si v polovině zápasu vysloužil hansokumake. Rozhodčí se tak rozhodli na základě jeho chvatů, které shledaly nebezpečnými pro zdraví Argentince. Lucenti se od jeho prvního chvatu držel bolestivě za pravý loket. S diskvalifikací vehementně nesouhlasil a strhnul na sebe celosvětovou pozornosti médií. Večer se za své chování omluvil.

### Vítězství
- 2010 - 2x světový pohár (Isla Margarita, San Salvador)
- 2016 - 2x světový pohár (Lima, Buenos Aires)
- 2017 - 1x světový pohár (Buenos Aires)

## Výsledky
| Olympijské hry          |     |   |   | — |     |    |    | úč. |     |  |  |  |  |  |  |  |  |  |  |  |  |  |  |  |  |
| Mistrovství světa       | úč. | — | — |   | úč. | 7. | —  |     | úč. |  |  |  |  |  |  |  |  |  |  |  |  |  |  |  |  |
| Panamerické hry         |     |   | — |   |     |    |    |     |     |  |  |  |  |  |  |  |  |  |  |  |  |  |  |  |  |
| Panamerické mistrovství | —   | — | — | — | —   |    |    |     |     |  |  |  |  |  |  |  |  |  |  |  |  |  |  |  |  |
| Asijské hry             |     |   |   |   |     | 2. |    |     |     |  |  |  |  |  |  |  |  |  |  |  |  |  |  |  |  |
| Mistrovství Asie        |     |   |   |   |     |    | 7. | 2.  | úč. |  |  |  |  |  |  |  |  |  |  |  |  |  |  |  |  |